# قائمة سفراء المملكة المتحدة لدى السعودية
سفير المملكة المتحدة لدى المملكة العربية السعودية هو الممثل الدبلوماسي الأول للمملكة المتحدة في المملكة العربية السعودية، ويتولى مهمة البعثة الدبلوماسية للمملكة المتحدة في المملكة العربية السعودية. اللقب الرسمي هو سفير صاحبة الجلالة البريطانية لدى المملكة العربية السعودية.

## قائمة رؤساء البعثة

### السفراء
- 1930-1936: السير أندرو ريان
- 1936-1939: السير ريدر بولارد
- 1940-1943: هيو ستونهاور بيرد [1]
- 1943-1945: ستانلي جوردان [2]
- 1945-1947: السير لورنس غرافتي سميث [3]

### السفير والمفوض
- 1947-1951: آلان تروت [4]
- 1951-1955: كلينتون بيلهام [5]
- 1955: هارولد بيلي [6]
- 1955-1956: رودريك باركس [7]
- 1956-1963: قُطعت العلاقات الدبلوماسية بسبب أزمة السويس
- 1963-1964: السير كولين كرو [8]
- 1964-1968: مورغان مان [9]
- 1968: هوراس فيليبس (رفضته الحكومة السعودية)
- 1968-1972: السير ويلي موريس [10]
- 1972-1976: السير آلان روثني [11]
- 1976-1979: السير جون ويلتون
- 1979-1984: السير جيمس كريج
- 1984-1986: السير باتريك رايت
- 1986-1989: السير ستيفن إجيرتون
- 1989-1993: السير آلان مونرو [12]
- 1993-1996: السير ديفيد جور بوث
- 1996-2000: السير أندرو جرين
- 2000-2003: السير ديريك بلامبلي
- 2003-2006: السير شيرارد كووبر كولز
- 2006-2010: السير ويليام باتي
- 2010-2012: السير توم فيليبس
- 2012-2015: السير جون جنكينز [13]
- 2015 - حتى الآن: سيمون كوليس [14]

## روابط خارجية
- المملكة المتحدة والمملكة العربية السعودية ، gov.uk